# بندر بن عبد العزيز آل سعود
الأمير بندر بن عبد العزيز آل سعود (1341 هـ / 1923 - 25 ذو القعدة 1440 هـ / 28 يوليو 2019)، الابن العاشر من أبناء الملك عبد العزيز آل سعود الذكور وترتيبه بين إخوته بعد الملك فهد مباشرة، ووالدته هي الأميرة بزة الثني. لم يتقلد أي منصب رسمي في الدولة منذ تأسيسها، ويمثله ابنه الأمير فيصل في هيئة البيعة.

## أسرته

### زوجاته
- الأميرة وسمية بنت عبد الرحمن بن محمد بن معمر.
- الأميرة منيرة بنت محمد آل مجرور الجبور السبيعي.
- الأميرة العنود بنت مهنا بن عبد الرحمن آل مهنا أبا الخيل.

### أبناؤه
- الأميرة العنود. كانت متزوجة من الأمير مشعل بن سعود بن عبد العزيز آل سعود ولها من الأبناء الأمير خالد.
- الأمير فيصل (أمير منطقة الرياض). متزوج من الأميرة نورة بنت محمد بن سعود آل سعود.
- اللواء الطيار الركن الأمير منصور (قائد قاعدة الملك عبد الله الجوية بالقطاع الغربي سابقاً). متزوج من الأميرة جواهر بنت ماجد بن عبد العزيز آل سعود وله من البنات الأميرة هيفاء، الأميرة نوف، الأميرة ديمة، والأميرة لمى.
- الأمير خالد (مستشار الملك سلمان). متزوج من الأميرة مشاعل بنت محمد بن سعود آل سعود.
- الأميرة نوف. متزوجة من الأمير تركي بن عبد العزيز بن فيصل آل سعود.
- الأميرة بزة. متزوجة من الأمير نايف بن عبد الله آل سعود.
- الأميرة نورة. متزوجة من الأمير سلطان بن عبد الله آل سعود.
- الأمير عبد العزيز. متزوج من الأميرة نجلاء بنت سعد بن محمد آل سعود.
- الأمير تركي (قائد القوات الجوية الملكية السعودية برتبة فريق ركن تمت ترقيته عام 1439 هـ[3]). متزوج من الأميرة نجلاء بنت سطام بن عبد العزيز آل سعود.
- الأمير محمد (مواليد 1965، ورجل أعمال). متزوج من الأميرة نوف بنت مشهور بن عبد العزيز آل سعود وله من الأبناء الأميرة ريم، الأميرة نورة، الأميرة عبير، الأمير بندر، والأمير مشهور.
- الأميرة مضاوي. متزوجة من الأمير مشاري بن فيصل بن فهد بن مشاري آل سعود.
- الأمير فهد (رئيس مجلس إدارة الشركة الأكاديمية للخدمات التعليمية[4]). متزوج من الأميرة الجوهرة بنت محمد بن سعود الكبير.
- الأميرة جواهر. متزوجة من الأمير سعود بن عبد الرحمن بن سعود بن عبد العزيز آل سعود.
- الأمير الشاعر سلطان (ويلقب بالنوماس[5]).
- الأمير الدكتور عبد الرحمن (يحمل شهادة الدكتوراه في الهندسة الكيميائية من جامعة كوينز في المملكة المتحدة). كان متزوج من الأميرة جواهر بنت سعود بن نايف بن عبد العزيز آل سعود، ومتزوج من الأميرة نوف بنت فهد بن فيصل الملحم.
- الأميرة مشاعل. متزوجة من الأمير بندر بن عبد العزيز بن عبد الله بن عبد العزيز آل سعود.
- الأميرة سارة. كانت متزوجة من الأمير سلطان بن مشعل بن عبد العزيز آل سعود، ومتزوجة من الأمير فهد بن فيصل بن محمد بن سعود بن عبد العزيز آل سعود.
- الأميرة صيتة. متزوجة من الأمير فهد بن عبد العزيز بن فهد بن سعد الأول آل سعود.
- الأمير سعود بن بندر. متزوج الأميرة نجلاء بنت فيصل بن مشعل بن سعود بن عبد العزيز آل سعود، وله نورة بنت سعود بن بندر.
- الأمير عبد الله (نائب رئيس مجلس إدارة مركز الملك سلمان للشباب، وعيّن نائباً لأمير منطقة مكة المكرمة، وصدر أمر ملكي في تاريخ 27 ديسمبر 2018 بتعينه وزيراً للحرس الوطني). متزوج من الأميرة عهود بنت خالد بن إبراهيم بن عبد العزيز آل البراهيم.
- الأمير فواز. متزوج من الأميرة سلمى بنت تركي بن عبد الرحمن بن عبدالله بن عبد الرحمن آل سعود
- الأمير سلمان.
- الأميرة هيفاء.

## وفاته
أعلن الديوان الملكي السعودي في بيان رسمي عن وفاة الأمير بندر بن عبد العزيز آل سعود يوم الأحد 25 ذو القعدة 1440 هـ الموافق 28 يوليو 2019، وصلي عليه يوم الاثنين 26 ذو القعدة 1440 هـ الموافق 29 يوليو 2019 في المسجد الحرام، ودفن في مقبرة العدل في مكة المكرمة.